# Aunay-sous-Auneau
 Aunay-sous-Auneau  là một xã thuộc tỉnh Eure-et-Loir trong vùng Centre-Val de Loire nước Pháp. Xã này nằm ở khu vực có độ cao trung bình 118 mét trên mực nước biển.